# O링
O링(O-ring)은 패킹으로도 불리며 원환체 모양으로 생긴 합성고무 혹은 내열성 플라스틱으로 만들어진 부품이다. 자동차 엔진의 실린더 같은 기계 부품 사이에서 기체가 새지 않도록 막아주는 역할을 한다. 또한, 우주왕복선 고체 로켓 부스터(SRB)에서 각각의 파트가 연결되는 부분의 연료 누출을 막는 역할을 한다. 재료의 특성 때문에 챌린저 우주왕복선 폭발사고의 직접적인 원인이 되기도 했다.

## 역사
1937년 Niels Christensen에 의해 미국 특허청에 등록되었다. 제2차 세계 대전 중, 미국정부는 방위산업 관련으로 그의 특허를 선택했고 그에게 75,000 달러를 일시불로 지불했다.

## 우주왕복선 챌린지호 참사

SRB 부분 단면도.</br> A - 본체, 두께 12.7 mm,</br> B - 베이스 O링,</br> C - 백업 O링,</br> D - 강화-커버 밴드,</br> E - 단열재,</br> F - 단열재,</br> G - 도장,</br> H - 실링 페이스트,</br> I - 고체연료

우주왕복선 고체 로켓 부스터(SRB)에서 O링의 역할은 나뉜 SRB의 이음새를 메우면서 연료가 새어나가는 일이 없도록 하는 것이다. 길이가 50m에 육박하는 SRB를 통째로 운반하는 것이 어렵기 때문에 몇 부분으로 나눠서 운반을 하게 되는데 그 부분들을 이을 때 O링을 사용한다. 1986년 1월 28일, 챌린저 우주왕복선은 SRB에서의 연료 유출로 폭발하여 승무원 전원이 사망했다. 낮은 온도로 인해 O링의 유연성이 떨어져, SRB부품 사이를 잘 매워주지 못했고, 그 사이로 SRB의 연료가 누출되었기 때문이다.
우주왕복선이 발사될 때 일반적으로 O링이 SRB의 이음매를 막는 절차는 다음과 같다.
1. 발사되기 전에는 딱딱한 상태로 아무런 역할도 하지 않는다.
2. 발사 후, 고체연료의 온도 상승과 함께 O링의 온도도 상승하며, 그로 인해 O링의 탄력성이 증가한다.
3. 고체연료가 기체로 바뀌면서 소량이 틈새로 나오게 된다. O링이 기체로 변한 연료에 의해 밀려난다.
4. 우주왕복선의 흔들림으로 O링이 SRB의 틈새에 끼게 된다. 기체로 변한 연료에 의한 기압으로 더 이상 움직이지 않는다.
5. SRB가 우주왕복선에서 분리될 때까지 계속 틈새를 막는다.